# Colin Jamieson
Colin Jamieson (* 29. März 1948 in Glasgow) ist ein schottischer Schlagzeuger, Perkussionist und Songschreiber. Bekannt wurde er als Bandmitglied bei Country Joe McDonald, Ted Herold, Highlander und The Dynamite Daze.

## Jugend und Ausbildung
Colin Jamieson begann im Alter von zwölf Jahren mit dem Schlagzeugspiel. In seiner Jugend war er Mitglied in seiner Schulband und machte 1963 eine Lehre zum  Modeausstatter. Nebenbei trommelte er in verschiedenen Rockbands. 1966 gründete er die Band The Corsairs, wo er seine spätere Frau Helen kennenlernte. Anfang der 1980er Jahre war er Schlagzeuger und Perkussionist bei Country Joe McDonald, mit dem er weltweit auf Tour ging.

## Karriere in Deutschland
1978 gründete Colin mit seiner Frau Helen die Band Nemesis. Sie siedelten nach Deutschland und spielten dort in Ami- und Rock-Clubs. Bekannt wurde er damals auch als Schlagzeuger des Rock-’n’-Roll-Sängers Ted Herold. 1988 wurde Colin von dem schottischen Gitarrist Alan Murdoch zu der Formation Overseas Projekt geholt und schließlich benannte sich die Band in Highlander um. Bei Highlander spielte Colin nun Biker- und Schottenrock. Die Band wurde europaweit bekannt, veröffentlichte acht Alben und spielte auf diversen Festivals unter anderem auf dem Wacken Open Air.
Im Jahre 2000 stieg Colin bei Highlander aus und arbeitete mit dem Sänger und Mundharmonikaspieler Diddy D zusammen.
2001 gründeten Diddy D und Colin Jamieson die Band The Boogaloo Kings. Als Colin in 2002 auch von dem Bluesmusiker Louisiana Red verpflichtet wurde, entstand eine über zehnjährige Zusammenarbeit bis zu dessen Tod in 2012. Im Jahre 2010 wechselte Colin und sein Partner Diddy D ihren Musikstil und ihren Bandnamen und treten seither zusammen mit dem Bassisten Andrea Tognoli und dem Gitarristen Martin Czemmel als Colin Jamiesons Dynamite Daze auf.

## Diskografie

### Mit Country Joe McDonald
- 1981 Into the Fray (Rag Baby)

### Mit Highlander
- 1989: The Overseas Project (Face Records)
- 1991: Harley’s the Best… (Face Records)
- 1991: The Quickening (Face Records)
- 1993: Harleyluja (Face Records)
- 1994: Live in Germany (Face Records)
- 1995: See You Later Harleygator (Face Records)
- 1996: Highway Warrior (Face Records)
- 1998: Scotia (Face Records)

### Mit Boogaloo Kings
- 2003: In my car (Bluestown Records)
- 2005: Acidboogie (Bluestown Records)
- 2008: Cool for Cats (StoMoRecords)

### Mit Dynamite Daze
- 2010: Greatest Hits (Inakustik)
- 2012: Scarecrows On Rampage (StoMoRecords)
- 2014: Tango With The Devil  (StoMoRecords)